# Thera interrupta
Thera interrupta là một loài bướm đêm trong họ Geometridae.